# Grzegorz Pietkiewicz
Grzegorz Pietkiewicz (ur. 11 marca 1988 roku) – polski siatkarz, rozgrywający. Do 2009 roku zawodnik drużyny PlusLigi, AZS UWM Olsztyn. Mistrz Polski juniorów w 2007 roku. Brat Pawła Pietkiewicza.
Karierę zawodniczą rozpoczął w Zawkrze Mława (zaplecze AZS UWM Olsztyn). Potem znalazł się w szerokiej kadrze pierwszego zespołu AZS i regularnie zgłaszany był do rozgrywek Polskiej Ligi Siatkówki oraz występował w Pucharze Polski jako zmiennik Pawła Zagumnego. W drużynie tej zadebiutował w 2006 roku w rozgrywkach Pucharu Polski.
W 2007 roku zdobył Mistrzostwo Polski Juniorów z AZS-em Olsztyn, pokonując w finale Jadar Radom. Na turnieju finałowym został uznany najlepszym rozgrywającym. W 2008 roku z drużyną Uniwersytetu Warmińsko-Mazurskiego wywalczył złoty medal Akademickich Mistrzostw Polski i otrzymał miano najlepszego zawodnika swojej drużyny podczas finałów. Na Akademickich Mistrzostwach Europy we Włoszech ze swoim zespołem (UWM) uplasował się na 4. miejscu.
Przed sezonem 2009/2010 został graczem Pekpolu Ostrołęka z grupy III II ligi.

## Siatkówka plażowa
W 2006 roku w parze z Arturem Jacyszynem został mistrzem Polski juniorów. Z tym samym partnerem zajął 5. miejsce na Akademickich Mistrzostwach Europy rozegranych w Turcji w 2008 roku. Jedyna polska para w walce o awans do "szóstki" zwyciężyła grupowych rywali - Rosjan. W ćwierćfinale para Jacyszyn/Pietkiewicz poniosła porażkę w pojedynku z parą austriacką. 15 lipca 2009 tenże duet zajął 3. miejsce w Nocnym Turnieju Siatkówki Plażowej w Ostródzie.